# Emily White
Pour les articles homonymes, voir White.
Emily White est une joueuse de hockey sur gazon belge qui joue au poste d'attaquante au Waterloo Ducks et avec l'équipe nationale belge,,,.

## Biographie
Emily est née le 20 septembre 2004 en Belgique,.

## Carrière
- Convocation en équipe nationale espoirs pour concourir au Championnat d'Europe espoirs 2022 à Gand.
- Débuts en équipe nationale première pour concourir à la Ligue professionnelle 2022-2023[5],[7].
- Convocation en équipe nationale première pour concourir au Championnat d'Europe 2023 à Mönchengladbach.

## Palmarès
- : 2e à l'Euro U21 2022
- : 2e à l'Euro 2023